# Hormigón (novela)
Hormigón (en alemán, Beton) es una novela del escritor austríaco Thomas Bernhard publicada en alemán en 1982.

## Contenido
Como otros libros de Thomas Bernhard, se presenta en forma de monólogo de 150 páginas, sin capítulos ni párrafos. Se trata de una diatriba de Rudolf, un vienés apasionado de música clásica en convalecencia. Aislado del mundo exterior, Rudolf, que sufre de sarcoidosis, ha pasado toda su vida de adulto proyectando escribir sobre músicos clásicos.